# Manfred Richter (Ingenieur)
Manfred Richter (* 7. August 1905 in Dresden; † 20. April 1990 in Berlin) war ein deutscher Ingenieur und Farbmetriker.

## Leben
Am 7. August 1905 wurde Manfred Richter als Sohn von Clara Richter, geborene Pavel, und des promovierten Gymnasialprofessors Friedrich Richter in Dresden geboren. Er war evangelisch, studierte an der Technischen Hochschule Dresden Technische Physik und wurde 1933 Diplom-Ingenieur. Am Deutschen Forschungsinstitut für Textilindustrie, wo er von 1928 bis 1934 als Assistent in der Abteilung Farbforschung tätig war, legte er eine Bibliographie der Farbenlehre an. Von 1934 bis 1937 arbeitete er bei dem Berliner Unternehmen Osram im Lichttechnischen Labor. Er heiratete 1936 Gerda Blümner. Aus der Ehe ging ein Kind hervor. 1937 wurde er in Dresden am Institut für Photophysik beim Ostwald-Schüler Robert Luther über Goethes Farbenlehre zum Dr.-Ing. promoviert. Von 1938 bis 1970 war Richter beim Materialprüfungsamt bzw. der Bundesanstalt für Materialprüfung Leiter der von ihm aufgebauten Fachgruppe Farbmetrik. 1938 hatte er ein Dreifarbenmessgerät erfunden. Er war an der Gründung des „Deutsche Farbenausschuß“ (1941) wesentlich beteiligt. 1943 wurde er nach Berlin berufen und arbeitete an der Materialprüfungsanstalt (MPA), heute Bundesanstalt für Materialforschung und -prüfung. Als die MPA nach dem Krieg in Berlin die Arbeit wieder aufnahm, wurde die Farbnormung und die Farbmetrik zum wesentlichen Aufgabengebiet.
Richters Arbeitsstätte befand sich im (süd-)westlichen Berliner Bezirk Steglitz. Er erfand 1951 eine DIN-Farbenkarte und erarbeitete den Entwurf des Farbsystems DIN 6164. Seit der Gründung 1949 nahm er am Normenausschuß Farbe (FNF) leitend als Direktor teil. Ab 1943 war er Dozent der TH bzw. TU Berlin (ab 1953 als außerplanmäßiger Professor für die Lehrfächer Physiologische Optik und Farbenlehre). 1954 erfand er ein Farbsortiergerät. Als Dr.-Ing. habil. apl. Professor stand er dem Institut für Lichttechnik der TU Berlin vor. Er engagierte sich führend in der Deutschen farbwissenschaftlichen Gesellschaft (DfwG) seit deren Gründung im Jahre 1974 und war von 1974 bis 1982 deren Präsident. Wissenschaftlich wirksam war er durch die Herausgabe der wissenschaftlichen Zeitschrift Die Farbe. Mit der Tätigkeit im FNF leitete er alle Normungsarbeiten für den DIN. Von 1949 bis 1963 war er Vorsitzender und Geschäftsführer, von 1949 bis 1974 Geschäftsführer FNA Farbe DIN (Fachnormenausschuss; auch FNF). Die deutschen Normen gingen in die Europäische Norm ein und fanden auch Eingang in die ISO-Normen. International bedeutend sind die Arbeiten in der internationalen Beleuchtungskommission.
Im Jahr 1990 starb der Witwer Manfred Richter an den Folgen eines Verkehrsunfalls. Er zählt international zu den bedeutendsten Vertretern der Farbwissenschaft des 20. Jahrhunderts.

## Ehrungen und Auszeichnungen
- 1944: Silberne Medaille der Photographischen Gesellschaft zu Wien
- 1962: Offz. Ordre du Mérite pour la Recherche et l’Invention
- 1963: Fellow der Optical Society of America
- 1973: Bundesverdienstkreuz Erster Klasse
- 1973: Ehrenmitgliedschaft Deutsches Farben-Zentrum
- 1974: DIN-Ehrenring
- 1974: Ehrenvorsitz Fachnormenausschuss Farbe DIN
- 1980: Ehrenmitgliedschaft Deutsche Lichttechnische Gesellschaft
- 1981: Judd-Medaille der Association Internationale de la Couleur

## Tätigkeit
- DIN 5033, in all ihren Teilen zur Farbmessung und Messanordnung
- DIN 6164, Metamerieindex

## Weitere Veröffentlichungen (Auswahl)
- Grundriß der Farbenlehre. 1940.
- Bibliographie der Farbenlehre, 2 Bände. 1951–1955.
  - Band 1: 1940–1949.
  - Band 2: 1950–1954.
- Einführung in die Farbmetrik (= Sammlung Göschen. Band 2608). Walter de Gruyter, Berlin 1976, ISBN 3-11-004751-9.
- als Hrsg.: Die Farbe. 1952 ff. (Zeitschrift)
- als Hrsg.: Referatendienst Farbe. 1955–1970.